# Beata Mazurek

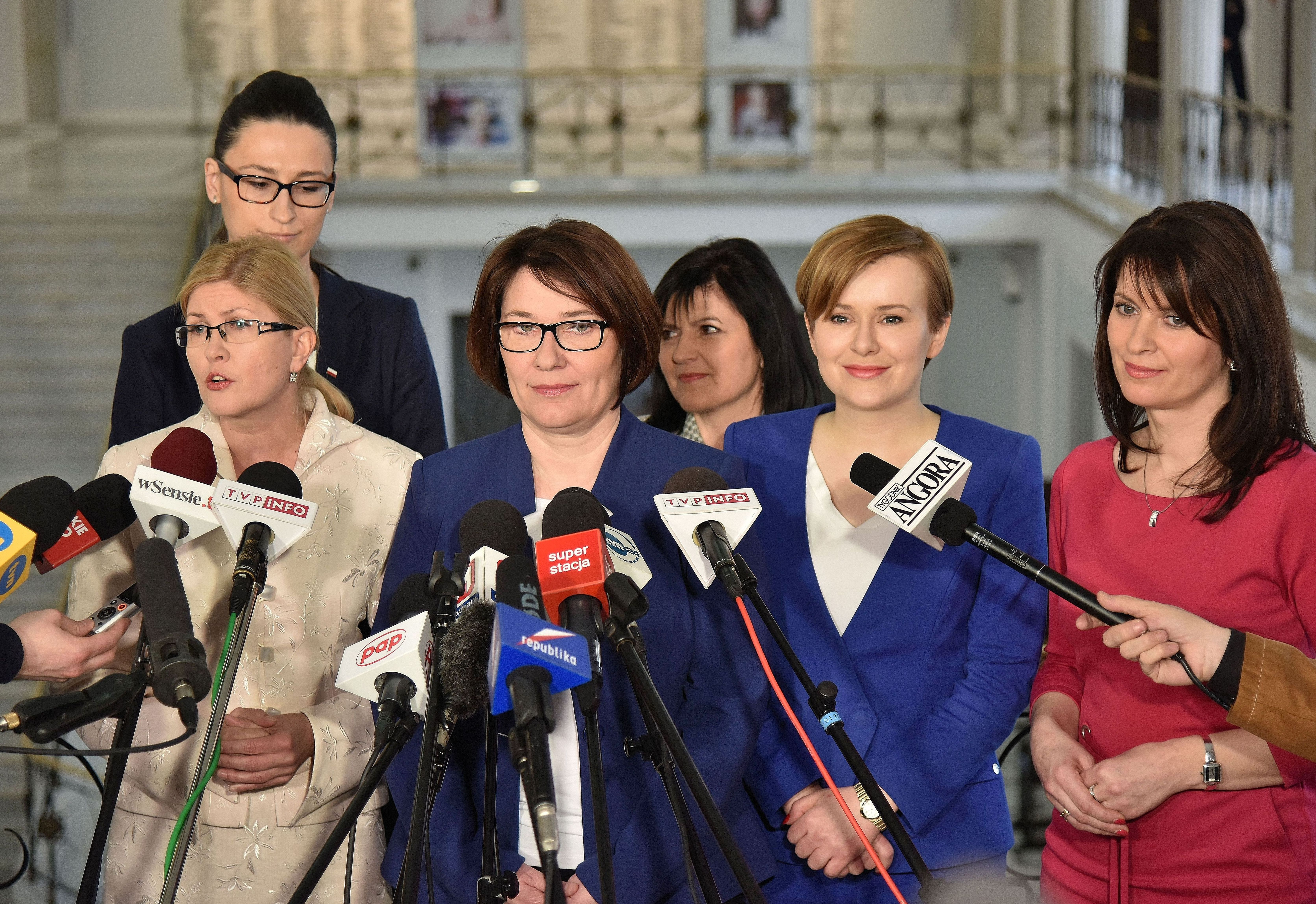
Beata Mazurek z posłankami Prawa i Sprawiedliwości: Iwoną Arent, Małgorzatą Golińską, Urszulą Rusecką, Anną Krupką i Ewą Kozanecką podczas konferencji prasowej w Sejmie (2017)

Beata Mazurek z domu Cieluch (ur. 19 października 1967 w Ostrowi Mazowieckiej) – polska polityk i urzędniczka, posłanka na Sejm V, VI, VII i VIII kadencji (2005–2019), rzecznik prasowy Prawa i Sprawiedliwości (2016–2019), wicemarszałek Sejmu VIII kadencji (2018–2019), posłanka do Parlamentu Europejskiego IX kadencji (2019–2024).

## Życiorys
Ukończyła prywatne Liceum Ogólnokształcące Sióstr Zmartwychwstanek w Warszawie. W 1991 uzyskała tytuł zawodowy magistra socjologii na Katolickim Uniwersytecie Lubelskim. Ukończyła też studia podyplomowe z zakresu zarządzania w administracji i samorządzie terytorialnym w Wyższej Szkole Przedsiębiorczości i Administracji w Lublinie oraz europejskiej administracji rządowej i samorządowej w Wyższej Szkole Humanistycznej w Pułtusku. Była przewodniczącą miejskiej społecznej rady do spraw osób niepełnosprawnych w Chełmie. Pracowała m.in. w Miejskim Ośrodku Pomocy Społecznej w Chełmie, warszawskim Biurze Ochrony Pracy NSZZ „Solidarność”, Wojewódzkim Urzędzie Pracy w Chełmie, chełmskiej delegaturze urzędu wojewódzkiego oraz w zespole przedszkolno-szkolnym w Chełmie.
W 2002 kandydowała bez powodzenia do rady miasta Chełm z Komitetu Wyborczego Wyborców Krzysztofa Grabczuka Kocham Chełm (uzyskała mandat radnej w miejsce Krzysztofa Grabczuka, wybranego na urząd prezydenta miasta). W 2004 z listy Prawa i Sprawiedliwości kandydowała bezskutecznie do Parlamentu Europejskiego. W 2005 została wybrana na posła V kadencji w okręgu chełmskim z wynikiem 7012 głosów. W Sejmie zasiadała w Komisji do Spraw Unii Europejskiej, Komisji Pracy, Komisji Nadzwyczajnej ds. zmian w kodyfikacjach.
W wyborach parlamentarnych w 2007 po raz drugi uzyskała mandat poselski, otrzymując 15 821 głosów. W wyborach w 2011 z powodzeniem ubiegała się o reelekcję, dostała 22 249 głosów. W 2014 ponownie kandydowała do PE, nie uzyskując mandatu. W 2015 została ponownie wybrana do Sejmu, otrzymując 30 365 głosów.
W grudniu 2015 została rzecznikiem prasowym Klubu Parlamentarnego PiS, a w grudniu 2016 zastąpiła Elżbietę Witek na stanowisku rzecznika prasowego Prawa i Sprawiedliwości. Stanowisko rzecznika piastowała do czerwca 2019, kiedy to w związku z wyborem do Parlamentu Europejskiego została zastąpiona przez Anitę Czerwińską.
11 stycznia 2018 została wybrana na wicemarszałka Sejmu.
W wyniku wyborów w 2019 została wybrana do Parlamentu Europejskiego IX kadencji, otrzymując 204 693 głosy w okręgu lubelskim. W Europarlamencie dołączyła do grupy Europejscy Konserwatyści i Reformatorzy oraz Komisji Rynku Wewnętrznego i Ochrony Konsumentów, została też zastępcą członka w Komisji Zatrudnienia i Spraw Socjalnych oraz wiceprzewodniczącą Delegacji do Europejsko-Latynoamerykańskiego Zgromadzenia Parlamentarnego.
9 listopada 2023 Parlament Europejski uchylił jej immunitet w związku z procesem wytoczonym przez Rafała Gawła (z Ośrodka Monitorowania Zachowań Rasistowskich i Ksenofobicznych), zarzucającego jej przestępstwa rasistowskie na terenie Polski w związku z kampanią wyborczą Prawa i Sprawiedliwości przed wyborami samorządowymi w 2018.
W 2024 nie wystartowała w kolejnych wyborach europejskich. W 2025 została powołana na funkcję prezesa Lubelskich Dworców, spółki kontrolowanej przez samorząd województwa lubelskiego.

## Wyniki w wyborach ogólnopolskich
| Wybory | Komitet wyborczy                   | Komitet wyborczy       | Organ                            | Okręg            | Wynik        |
| ------ | ---------------------------------- | ---------------------- | -------------------------------- | ---------------- | ------------ |
| 2004   |                                    | Prawo i Sprawiedliwość | Parlament Europejski VI kadencji | nr 8             | 1989 (0,57%) |
| 2005   | Sejm V kadencji                    | Prawo i Sprawiedliwość | nr 7                             | 7012 (2,42%)     |              |
| 2007   | Sejm VI kadencji                   | Prawo i Sprawiedliwość | nr 7                             | 15 821 (4,50%)   |              |
| 2011   | Sejm VII kadencji                  | Prawo i Sprawiedliwość | nr 7                             | 22 249 (7,00%)   |              |
| 2014   | Parlament Europejski VIII kadencji | Prawo i Sprawiedliwość | nr 8                             | 6350 (3,86%)     |              |
| 2015   | Sejm VIII kadencji                 | Prawo i Sprawiedliwość | nr 7                             | 30 365 (8,94%)   |              |
| 2019   | Parlament Europejski IX kadencji   | Prawo i Sprawiedliwość | nr 8                             | 204 693 (27,67%) |              |

## Odznaczenia
- Krzyż Kawalerski Orderu Zasługi (Węgry, 2017)[18]

## Życie prywatne
Jest mężatką, ma dwóch synów.